# Dartagnan Sisu
Dartagnan Sisu, född 5 mars 2013 i Sigtuna i Stockholms län, är en svensk varmblodig travhäst. Han tränas av Hans R. Strömberg sedan 2019. Tidigare tränades han av Mattias Djuse. Han kännetecknas främst av sin styrka.
Dartagnan Sisu började tävla i maj 2016 och tog karriärens första seger redan i den andra starten den 25 maj under Elitloppsveckan på Solvalla. Under debutsäsongen segrade han i samtliga felfria lopp utom ett.
Han har till oktober 2019 sprungit in 1,3 miljoner kronor på 36 starter varav 10 segrar, 3 andraplatser och 2 tredjeplatser. Han har tagit karriärens hittills största seger i Margaretas Tidiga Unghästserie (2017). Han har även kommit på andraplats i Solvalla Grand Prix (2017).
Han tog sin första V75-seger den 25 september 2016 i Kriterium Consolation på Solvalla, före bland andra Rajesh Face. Nästa V75-seger kom den 5 augusti 2017 då han segrade i ett försök av Bronsdivisionen på Rättviks travbana.